# Reina Bonta
Reina Gabriela Villafañe Bonta (* 17. April 1999 in New Haven, Connecticut) ist eine in den USA geborene philippinische Fußballspielerin und Filmemacherin.

## Karriere

### Vereine
Nachdem sie in ihrer Jugend unter anderem für De Anza Force gespielt hatte. Startete sie ihre College-Laufbahn im Jahr 2017 mit den Yale Bulldogs, wo sie am Ende bis 2021 aktiv war. Zur Saison schloss sie sich dann den San Francisco Nighthawks in der WPSL an, jedoch ist hier über bestimmte Einsätze nichts bekannt. Seit März 2023 steht sie nun in Brasilien beim FC Santos unter Vertrag.

### Nationalmannschaft
Bei der A-Nationalmannschaft gab sie nach einer erstmaligen Nominierung im September 2022 am 7. Oktober des Jahres, bei einem 1:1-Freundschaftsspiel gegen Thailand. Hier wurde sie zur 85. Minute für Jessika Cowart eingewechselt.
Am 9. Juli 2023 wurde sie dann für den Kader bei der Weltmeisterschaft 2023 nominiert.

## Sonstiges
Nebst ihrer Karriere als Fußballspielerin ist sie auch als Filmemacherin aktiv. Ihr erstes Werk war der semi-auto-biografische Kurzfilm LAHI.